# Guy Erismann
Guy Erismann, né le 24 mars 1923 à Villerupt et mort le 6 septembre 2007 à Brunoy, est un écrivain, musicologue et historien français, spécialiste de la musique tchèque, qui a fait toute sa carrière à Radio France, de 1945 à 1988.
En 1965 il créa le programme musical de France Culture.
En 1962, il devint à la demande de Jean Vilar le directeur musical du Festival d'Avignon, et assuma cette fonction pendant 25 ans.
Il est surtout connu pour ses livres d’histoire de la musique tchèque, dont certains font autorité, et ses biographies des compositeurs Antonin Dvořák, Leoš Janáček, Bohuslav Martinů, Bedřich Smetana, etc. Il collabora également à diverses revues (L’Avant-scène Opéra, Opéra Magazine, Encyclopædia Universalis…).
Il était aussi vice-président de l’Académie Charles-Cros et de la Presse musicale internationale, ainsi que président-fondateur du Mouvement Janáček, mouvement créé en 1985 pour mieux faire connaître la musique tchèque contemporaine.
Parmi ses autres intérêts personnels, il était vice-président d'honneur de l'Association France-Tchécoslovaquie pendant plusieurs années jusqu'à la dissolution de l'Association quand la Tchécoslovaquie s'est dissoute. Il n'est décédé que quelque deux petites semaines avant son collègue et collaborateur dans cette œuvre, l'ancien président d'honneur de l'Association, Marcel Marceau, et tous les deux restent bien reconnu comme des bons amis des peuples tchèque et slovaque.
Guy Erismann était chevalier de la Légion d'honneur, chevalier de l’ordre national du Mérite et officier des Arts et des Lettres.
Il repose dans le cimetière de Sénart à Draveil.

## Distinctions
- Officier de l'ordre des Arts et des Lettres
- Chevalier de l'ordre national du Mérite
- Chevalier de la Légion d'honneur

## Publications
- Pierre Tchaïkovski, Seghers, 1964
- Antonín Dvořák, Seghers, 1966
- Histoire de la chanson, Pierre Waleffe, 1967
- « Orden et le Théâtre musical », dans Dominique Nores et Colette Godard, Jorge Lavelli, Christian Bourgois éditeur, 1971
- Préface et notes de N.-A. Rimsky-Korsakov, Ma vie musicale, Stock, 1971
- Janáček ou la passion de la vérité, Seuil, 1980
- Martinů, un musicien à l'éveil des sources, Actes Sud, 1990
- Smetana l'éveilleur, Actes Sud, 1993
- « Jean Vilar, homme de musique », dans Jacques Téphany, Cahiers de L'Herne n° 67 : Jean Vilar, L'Herne, 1995
- La musique dans les pays tchèques, Fayard, 2001
- Antonín Dvořák, Fayard, 2004
- Paris-Prague : Voyage en compagnie de Guy Erismann, édition dirigée par Myriam Soumagnac avec la collaboration de Jitka de Préval, Éditions Delatour France, 2010, avec CD promotionnel